# Berhane Asfaw
Berhane Asfaw (amárico: በርሃነ አስፋው) (Gondar, Etiópia, 22 de agosto de 1954), é um paleoantropólogo etíope. É reconhecido pela comunidade académica por sua participação no descobrimento de vários fósseis de hominídios. 

## Carreira
Distinguiu-se na investigação do vale de Awash, na depressão de Afar. Foi o autor da descrição do Australopithecus garhi; e dirigiu o grupo que descobriu o crânio de Bodo. É coautor das descrições do Chororapithecus abyssinicus e do Ardipithecus ramidus.
Obteve o bacharelado em Geologia na Universidade de Adis Abeba, em 1980; o mestrado de Antropologia na Universidade da Califórnia em Berkeley, em 1983, e na mesma universidade o doutorado, em 1988.
Em 1988 retornou à Etiópia, onde desde 1982 as autoridades tinham decretado uma moratória para os investigadores estrangeiros, com o objetivo de proteger a herança cultural do país. Asfaw recebeu autorização especial para explorar sítios promissores para a Paleoantropologia.
A partir de 1988 orientou programas na qualidade de diretor do Museu Nacional Etíope, onde estão depositados, entre outros, os restos de Lucy.
Em 1992, o seu grupo descobriu as mais antigas ferramentas de pedra da Cultura Acheuliana, achado apresentado na capa da revista Nature.
Entre 1994 e 1995 foi professor da Universidade de Rutgers em Nova Jersey.  Desde 1997 trabalhou no Serviço de Investigação do Vale do Rift, em Adis Abeba. É co-diretor do Projeto de Investigação do Awash Médio, onde tem colaborado com Tim D. White. Em 1997 a sua equipa descobriu o Australopithecus garhi. Com Tim White participou no descobrimento dos restos de um dos humanos modernos mais antigos conhecidos até agora, o Homo sapiens idaltu.  Ao longo dos anos, as suas escavações prosseguiram até encontrar fósseis do Australopithecus anamensis no deserto de Afar.
Os trabalhos de Asfaw tem contribuído para elucidar o caminho evolutivo desde o Homo erectus até ao Homo sapiens, permitindo conhecer melhor as origens da humanidade e a demonstrar que a África é o seu berço.

## Publicações
Desde que concluiu seu Ph.D. em 1989, Asfaw tem continuado seu trabalho na Etiópia. Especificamente, trabalhou nas áreas de pesquisa Middle Awash, Chorora e Konso. Abaixo está uma amostra de publicações que se concentram em suas descobertas nesta região.
- 1994 White, T. D., Suwa, G. e Asfaw, B. Australopithecus ramidus, uma nova espécie de hominídeo primitivo de Aramis, Etiópia. Nature 371: 306–312.
- 1995 White, T.D., Suwa, G. e Asfaw, B. Corrigendum: Australopithecus ramidus, uma nova espécie de hominídeo primitivo de Aramis, Etiópia. Nature 375:88.
- 1997 Suwa, G., Asfaw, B., Beyene, Y., White, T. D., Katoh, S., Nagaoka, S., Nakaya, H.,Uzawa, K., Renne, P., e WoldeGabriel, G. O primeiro crânio de  Australopithecus boisei. Nature 389:6650:489-492.
- 1999 Asfaw, B., White, T. D., Lovejoy, O., Latimer, B., Simpson, S., Suwa, G., Australopithecus garhi: Uma nova espécie de hominídeo primitivo da. Science 284:629-635.
- 2002 Asfaw, B., Gilbert, W. H., Beyene, Y., Hart, W. K., Renne, P. R., WoldeGabriel, G., Verba, E. S. e White, T. D. Restos de Homo erectus de  Bouri, Middle Awash, Etiópia. Nature.416: 317–320.